# Berndt Ehinger
Berndt E.J. Ehinger, född 6 september 1937, är en svensk ögonläkare. Han var professor i oftalmologi i Malmö 1972 - 1977 och i Lund 1978 – 2004.
Efter att sedan 1957 arbetat som amanuens och assistent på dåvarande histologiska institutionen i Lund, och 1964 ha blivit med.lic., disputerade Ehinger 1966 på en avhandling om autonoma nerver i ögat. Han började 1967 tjänstgöra som läkare vid ögonkliniken i Lund, där han 1972 blev biträdande överläkare. Han blev 1975 professor och överläkare i oftalmologi, först i Malmö och från 1978 i Lund. Han var klinikchef vid ögonkliniken i Lund 1975 – 1987. 
Ehingers forskning har framför allt handlat om retinas (näthinnans) neurobiologi.